# André Mba Obame
André Mba Obame (ur. 15 czerwca 1957, zm. 12 kwietnia 2015 w Jaunde) – gaboński polityk, w latach 1990-1991 oraz 1997-2009 minister jako członek Gabońskiej Partii Demokratycznej (PDG). Kandydat w wyborach prezydenckich w 2009.

## Życiorys
André Mba Obame urodził się w 1957 w Medouneu w departamencie Haut-Komo w północnym Gabonie. Ukończył studia na Uniwersytecie Laval w Kanadzie oraz paryską Sorbonę, na której doktoryzował się w dziedzinie nauk politycznych. W latach 1984–1986 pełnił funkcję doradcy prezydenta Omara Bongo ds. afrykańskich i międzynarodowych, a następnie doradcy ds. rozwoju i inwestycji publicznych. W kwietniu 1990 został mianowany ministrem rolnictwa, hodowli zwierząt i gospodarki wiejskiej. W listopadzie tego samego roku został przesunięty na stanowisko ministra praw człowieka i kontaktów z parlamentem. Z powodu wprowadzenia w 1991 przepisu o minimalnym wieku dla ministrów wynoszącym 35 lat, Mba Obami musiał zrezygnować ze stanowiska w rządzie. 
Po odejściu z rządu, w latach 1991-1994 pełnił funkcję zastępcy sekretarza generalnego Prezydencji Republiki, a następnie, od 1994 do 1997, funkcję Wysokiego Komisarza w Ministerstwie Spraw Wewnętrznych. 
W wyniku wyborów parlamentarnych w grudniu 1996 dostał się do Zgromadzenia Narodowego jako kandydat PDG z prowincji Woleu-Ntem. 28 stycznia 1997 został mianowany ministrem ds. kontaktów z parlamentem oraz rzecznikiem rządu. Po reelekcji prezydenta Bongo w wyborach prezydenckich w 1998, 25 stycznia 1999 Mba Obame objął urząd ministra edukacji narodowej, zachowując stanowisko rzecznika rządu. W wyborach parlamentarnych w grudniu 2001 uzyskał reelekcję w parlamencie i 27 stycznia 2002 objął funkcję ministra solidarności narodowej, spraw społecznych i opieki socjalnej. 21 stycznia 2006 został mianowany ministrem spraw wewnętrznych, bezpieczeństwa i imigracji. 
W wyborach w grudniu 2006 po raz trzeci został deputowanym do Zgromadzenia Narodowego. 28 grudnia 2007 objął funkcję ministra spraw wewnętrznych, społeczności lokalnych, decentralizacji, bezpieczeństwa i imigracji. Jako minister spraw wewnętrznych ściągnął na siebie krytykę mediów, po tym jak miał zaproponować sprzedaż wyspy Mbiane, małej i niezamieszkanej wysepki leżącej na wodach bogatych w zasoby ropy naftowej, sąsiedniej Gwinei Równikowej.
W nowym gabinecie, powołanym 19 czerwca 2009 po śmierci prezydenta Omara Bongo, utracił stanowisko ministra spraw wewnętrznych, obejmując urząd ministra ds. koordynacji. 17 lipca 2009, w dzień po wyborze Alego Bongo kandydatem PDG w wyborach prezydenckich zaplanowanych na 30 sierpnia 2009, Mba Obame, przebywając w Barcelonie, ogłosił swój start w tych wyborach jako kandydata niezależnego. Oznajmił, że jest przygotowany do pełnienia najwyższego urzędu w państwie „po 25 latach nauki i bliskiej pracy ze zmarłym prezydentem Omarem Bongo” ". Mba Obame nie znalazł się już w nowym rządzie Paula Biyoghé Mby, powołanym 22 lipca 2009, po rezygnacji ze stanowiska premiera Jeana-Eyeghe Ndonga. 
12 sierpnia 2009, przemawiając przed Konfederacją Pracodawców Gabońskich, zobowiązał się w przypadku elekcji do „zaprowadzenia porządku i dyscypliny w gabońskiej administracji” oraz do współpracy z krajowymi pracodawcami w celu „zapewnienia im ochrony przed nieuczciwą konkurencją”. Zapewnił ich również o swoim przywiązaniu do zachowania jedności i spokoju w kraju.".
25 sierpnia 2009 kandydat i były premier Jean-Eyghe Ndong wezwał opozycję do zjednoczenia się i wyboru wspólnego kandydata, który stawiłby czoło Alemu Bongo. 28 sierpnia kandydaci opozycyjni zebrali się w celu przeprowadzenia negocjacji i przeprowadzenia tajnego głosowania nad wyborem takiego kandydata. Jeszcze tego samego dnia w mediach pojawiło się oświadczenie o wycofaniu się 11 z nich wyścigu wyborczego i poparciu kandydatury Mby Obame. Jednakże część z kandydatów zaprzeczyła tym informacjom. Ostatecznie, z wyborów wycofało się 5 kandydatów: Jean-Eyeghe Ndong, Paul Mba Abessole, Mehdi Teale, Claudine Ayo Assayi oraz Jean Ntoutoume Ngoua. Przekazali oni swoje poparcie na rzecz André Mby Obame. Mba Obame nazwał ich „drużyną marzeń” i stwierdził, że z ich poparciem nie powinien przegrać.
30 sierpnia 2009, zaraz po zakończeniu głosowania i jeszcze przed ogłoszeniem wyników wyborów, Mba Obame oraz Ali Bongo i Pierre Mamboundou ogłosili własne zwycięstwo w wyborach. Mba Obame stwierdził, że wygrał w 4 z 9 okręgów i "został kandydatem, który otrzymał największą liczbę głosów".
3 września 2009 komisja wyborcza ogłosiła oficjalne wyniki wyborów prezydenckich. Według nich zwycięzcą został Ali Bongo z wynikiem 41,73% głosów. Mba Obame zajął drugie miejsce, uzyskując 25,88% głosów poparcia. Uznał on wyniki za sfałszowane, stwierdzając, że władze dokonały fałszerstw wyborczych w ciągu ostatnich 48 godzin. Ogłosił, że w kraju doszło do "wyborczego zamachu stanu", odrzucając tym samym wyniki głosowania.